# Segunda División de Gibraltar
La Segunda División de Gibraltar fue una liga de fútbol amateur organizada por la Asociación de Fútbol de Gibraltar (GFA) desde 1909, y el segundo nivel del sistema de ligas de fútbol de Gibraltar.
La liga fue fundada en 1909 como consecuencia de la expansión de la Primera División. En la temporada 2014-15 estuvo integrada por catorce equipos, siendo hasta la fecha, este, el mayor número de participantes que ha tenido el torneo. 
Los equipos de esta división participan en la Copa de la Segunda División de Gibraltar y, junto a los equipos de Primera División, en la Rock Cup.

## Historia
El fútbol en Gibraltar se remonta al año 1892, fecha en la que el personal militar británico asentado en el territorio comenzó a disputar sus primeros partidos bajo una agrupación con el nombre de Prince of Wales Football Club. Para 1895 el número de clubes creció tanto que se creó la Gibraltar Civilian Football Association  y un torneo —predecesor de la Primera División—, la Merchants Cup (Copa de Comerciantes),  en cuya primera edición participaron 8 clubes y tubo a Gibraltar Football Club como campeón.

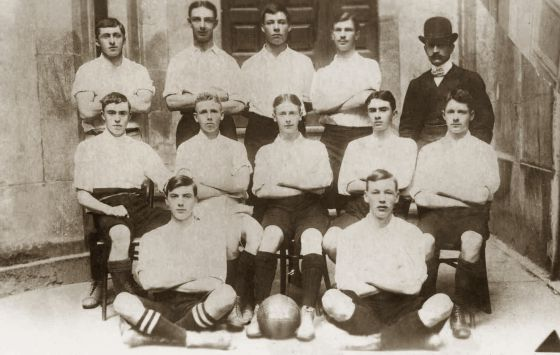
El Exiles Cable Club, equipo formado por ingleses de Vigo, campeón en las temporadas 1899-1900 y 1901-1902.

Recibió la denominación de Copa de Comerciantes por la donación del trofeo por parte de la Asociación de Comerciantes de Gibraltar. En un inicio se estableció que únicamente pudiera ser disputada por clubes civiles locales —británicos por ende— y que estuvieran adscritos a la asociación. La primera final, ya que se disputaba bajo sistema de eliminación directa, jugada entre Gibraltar Football Club y Jubile Football Club, fue presenciada por 1 500 espectadores. La condición marcada de «civil» era consecuencia del carácter militar de muchos clubes de foot-ball ingleses de la época, en la península ibérica, quienes importaron este deporte desde las islas británicas. El factor tenía especial relevancia entonces ya que no existía ningún campo para uso civil y, entre el transcurso de un campeonato y otro, cada año los diferentes clubes disputaban encuentros frente a otros equipos de marinos. Fue en 1902 cuando uno de los cuatro terrenos adecuados para la práctica fue declarado de uso civil, así los clubes conformados pudieron jugar fuera del período oficial del torneo en el North Front.
Debido a su rápido asentamiento y la formación de nuevos clubes, en 1909 se dividió en dos categorías, la Primera y la Segunda División, mientras que la primigenia Merchants Cup pasó a ser la competición de copa del territorio, renombrada como Rock Cup en 1936; pese a ello, sus primeras ediciones son consideradas parte de la liga.

## Sistema de competición
El torneo se juega bajo el sistema de todos contra todos en dos rondas. Es decir, que cada uno de los nueve equipos participantes jugará 16 partidos; el doble del total de participantes menos uno [(número de participantes – 1) x 2].
Al final de la temporada el primer clasificado se proclama campeón, y consigue ascender a Primera División. El subcampeón se clasifica para jugar el Partido de ascenso y descenso contra el penúltimo de Primera División; el ganador de este partido jugará en Primera División la temporada siguiente mientras que el perdedor lo hará en Segunda División. Desde la temporada 2007-08 no hay descensos. 
A partir de la temporada 2016-17 se introdujo la regla del jugador nacional —Home Ground Player en inglés o HGP por sus iniciales—, la cual establece que cada equipo ha de contar con por lo menos tres jugadores de nacionalidad gibraltareña en la convocatoria de cada jornada, de los cuales uno ha de permanecer en el campo durante todo el partido; es decir en ningún momento un equipo podrá jugar con once futbolistas extranjeros, excepto si ya realizó los tres cambios y el único jugador gibraltareño en el campo sufre una lesión que le impida seguir jugando. En esta circunstancia el equipo afrontará lo que reste del partido con diez jugadores extranjeros. Tampoco se admitirán jugadores menores de dieciséis años.

## Clubes participantes

### Temporada 2017-18
| 2016-17 | Club                | Entrenador            | Proveedor | Auspiciador principal       |
| ------- | ------------------- | --------------------- | --------- | --------------------------- |
| 10 (PD) | Europa Point        | Juan Molina           | Joma      | Cepsa Gibraltar             |
| 2       | Bruno's Magpies     | David Wilson          | Nike      | GVC Holdings & Chesterton's |
| 3       | Boca Juniors        | Juan José Pomares     | Nike      | Ladbrokes Coral             |
| 4       | Cannons             | Dani Gómez            | Jako      | Ocean Medical Clinic        |
| 5       | Leo                 | Norberto Alonso Simón | Jako      | BMI Group                   |
| 6       | Olympique Gibraltar | Lewis Fraser          | Uhlsport. | Hungry Monkey.              |
| 7       | College 1975        | Nolan Bosio           | Nike      | Cosmopolitan                |
| 8       | Angels              | Juan José Jiménez     | Kipsta    | Eroski Center               |
| 9       | Hound Dogs          | Chris Gomez           | Jako      | The Calpe Hounds            |

## Lista de campeones
| Temporada | Campeón                   |
| --------- | ------------------------- |
| 1909-36   | Desconocido               |
| 1936-37   | The Old Fellows           |
| 1937-47   | Desconocido               |
| 1947-48   | Britania XI               |
| 1948-98   | Desconocido               |
| 1998-99   | Gibraltar United Bencraft |
| 1999-00   | Glacis United             |
| 2000-01   | Rock Wolves               |

| Temporada | Campeón                    |
| --------- | -------------------------- |
| 2001-02   | St Joseph's Reserves       |
| 2002-03   | Manchester United Reserves |
| 2003-04   | Newcastle Reserves         |
| 2004-05   | Manchester United Reserves |
| 2005-06   | Manchester United Reserves |
| 2006-07   | Shamrock 101               |

| Temporada | Campeón                |
| --------- | ---------------------- |
| 2007-08   | Glacis United Reserves |
| 2008-09   | College Cosmos         |
| 2009-10   | Lynx                   |
| 2010-11   | Gib Pilots             |
| 2011-12   | Lynx                   |
| 2012-13   | College Cosmos         |

### 2014 en adelante
| Temporada | Campeón               | Subcampeón      | Tercero             |
| --------- | --------------------- | --------------- | ------------------- |
| 2013-14   | Britannia XI (1)      | Mons Calpe      | Olympique Gibraltar |
| 2014-15   | Gibraltar United (2)  | Angels          | Europa Point        |
| 2015-16   | Europa Point (1)      | Mons Calpe      | Gibraltar Phoenix   |
| 2016-17   | Gibraltar Phoenix (1) | Bruno's Magpies | Boca Juniors        |
| 2017-18   | Boca Juniors (1)      | Olympique 13    | Bruno's Magpies     |
| 2018-19   | Bruno's Magpies (1)   | Europa Point    | Olympique 13        |

## Títulos por club
En negrita los clubes aún activos.
| Pos. | Equipo            | Títulos | Años en los que fue campeón |
| ---- | ----------------- | ------- | --------------------------- |
| 1    | Manchester 62     | 3       | 2003, 2005, 2006            |
| 2    | Gibraltar United  | 2       | 1999, 2015                  |
| 3    | College Cosmos    | 2       | 2009, 2013                  |
| 4    | Lynx              | 2       | 2010, 2012                  |
| 5    | Glacis United     | 2       | 2000, 2008                  |
| 6    | Britannia XI      | 2       | 1948, 2014                  |
| 7    | Bruno's Magpies   | 1       | 2019                        |
| 8    | Gibraltar Phoenix | 1       | 2017                        |
| 9    | Boca Juniors      | 1       | 2018                        |
| 10   | Europa Point      | 1       | 2016                        |
| 11   | Gib Pilots        | 1       | 2011                        |
| 12   | Lincoln FC Res.   | 1       | 2004                        |
| 13   | St Joseph's       | 1       | 2002                        |
| 14   | Rock Wolves       | 1       | 2001                        |
| 14   | Shamrock 101      | 1       | 2007                        |

## Estadísticas

### Goleadores por temporada
| Temporada | Jugador           | Club              | Goles |
| --------- | ----------------- | ----------------- | ----- |
| 2014-15   | Lee Muscat        | Gibraltar United  | 23    |
| 2015-16   | Fernando Cuesta   | Gibraltar Phoenix | 20    |
| 2016-17   | Luis Casas        | Gibraltar Phoenix | 29    |
| 2017–18   | José Valdívia     | Boca Juniors      | 18    |
| 2018–19   | Matheus Assumpção | Bruno's Magpies   | 28    |